# Opesia cana
Opesia cana är en tvåvingeart som först beskrevs av Johann Wilhelm Meigen 1824.  Opesia cana ingår i släktet Opesia och familjen parasitflugor. Arten är reproducerande i Sverige. Inga underarter finns listade i Catalogue of Life.